# 西利尼齊亞河

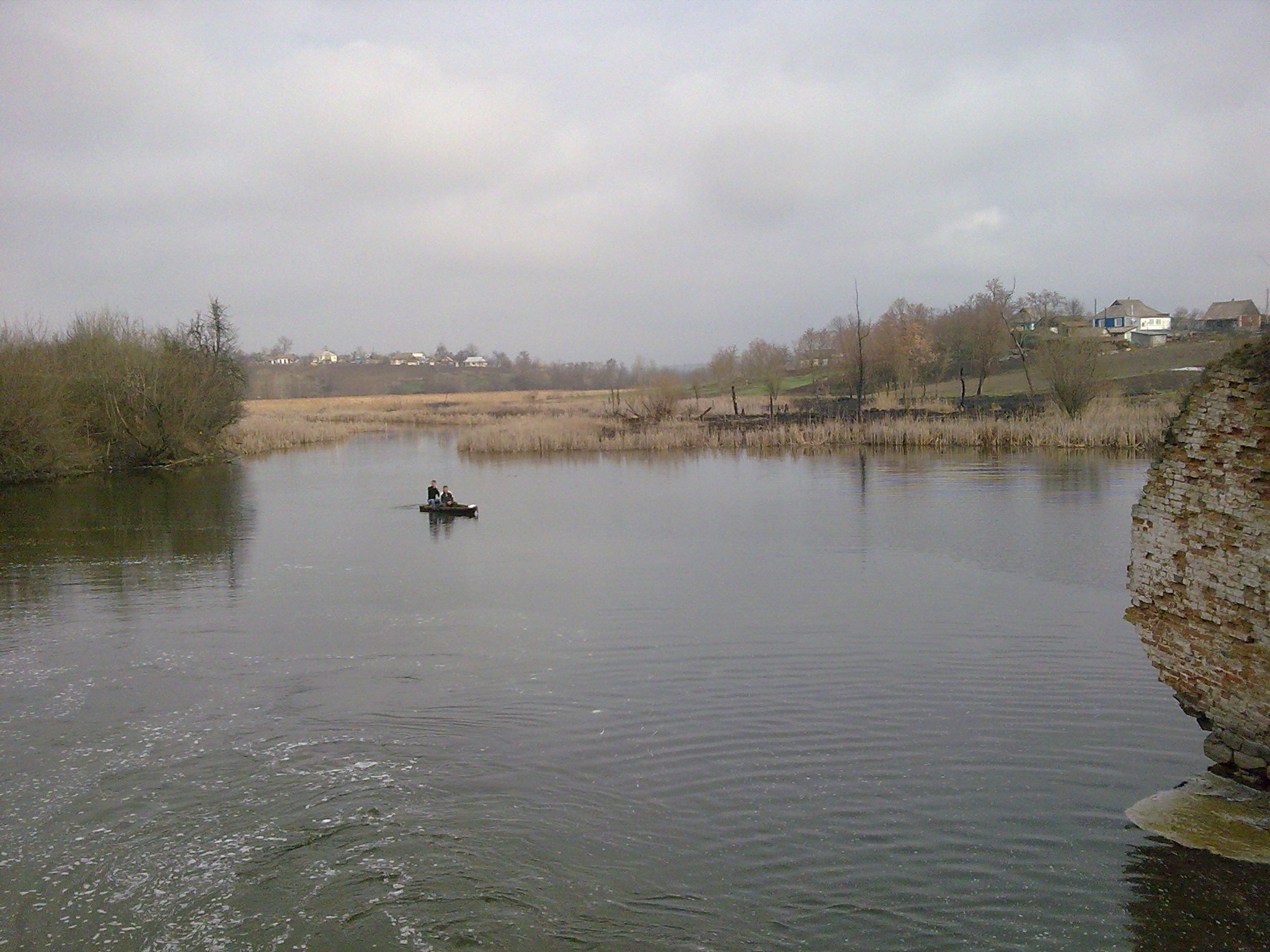

西利尼齊亞河（烏克蘭語：Сільниця），是烏克蘭的河流，位於該國西南部，屬於南布格河的右支流，發源自列夫基夫齊附近，流經文尼察州，河道全長67公里，流域面積835平方公里。